# Maria Grazia Marchelli
Maria Grazia Marchelli (* 1. Juni 1932 in Genua; † 26. Juni 2006 in Mailand) war eine italienische Skirennläuferin. Zusammen mit ihrer Schwester Carla zählte sie in den 1950er Jahren zu den besten Läuferinnen ihres Landes. 1950 und 1951 wurde sie zweimal in Folge Italienische Meisterin in der Abfahrt.
Marchelli stammte aus wohlhabendem Elternhaus und wuchs ursprünglich in der Hafenstadt Genua auf. Bei der Bombardierung der Stadt während des Zweiten Weltkriegs flohen ihre Eltern 1940 mit der gesamten Familie nach Cortina d’Ampezzo. Dort erlernte Marchelli als Jugendliche das Skifahren.
Acht Jahre später bestritt sie im Alter von 16 Jahren bei der Abfahrt von der Marmolata ihr erstes großes Rennen. Im Januar 1950 gewann sie nicht einmal 18-jährig die Abfahrt und die Kombination der prestigeträchtigen SDS-Rennen im schweizerischen Grindelwald und holte sich im gleichen Jahr ihren ersten italienischen Landesmeistertitel. Im Jahr darauf konnte sie diesen Titel verteidigen.
Weniger erfolgreich verlief ihr Olympiadebüt 1952 in Oslo. Sowohl im Abfahrtslauf, wie auch im Riesenslalom schied sie aus. Der letzte große Erfolg ihrer Karriere gelang ihr 1953 mit ihrem zweiten Abfahrtssieg in Grindelwald. Marchelli nahm in den folgenden Jahren weiterhin an Rennen teil und war 1956 bei den Olympischen Winterspielen in Cortina d’Ampezzo ein zweites Mal Mitglied der italienischen Olympiamannschaft. Ihr Hauptaugenmerk galt allerdings ihrem Studium an der Universität. Schließlich beendete sie 1960 ihre aktive Laufbahn.
Marchelli arbeitete danach als Journalistin und Verlegerin. Sie rief die Sportmagazine Sci, Sci fondo und Jogging ins Leben.